# Бест оф Буба Мирановић
„Бест оф Буба Мирановић” је компилација Бубе Мирановић, издата 2012. године. 

## Списак песама
1. Док сам жива
2. Годино
3. Стало ми је, стало
4. Црна дама
5. Нисам ја ни прва ни последња
6. Он ме љуби уснама од меда
7. Црни петак
8. Коцкар
9. Имам женску памет
10. Ноћас ми треба мушко
11. Шу, шу